# San Martín (Catamarca)
San Martín  es una localidad del Departamento Capayán, en la provincia argentina de Catamarca. Se encuentra muy cerca del límite con la Provincia de La Rioja.
Se encuentra en un importante cruce de rutas. Se asienta sobre la Ruta Nacional 60 en el empalme con la Ruta Provincial 33 hacia la ciudad de San Fernando del Valle de Catamarca hacia el norte, y la Ruta Provincial 5 hacia la ciudad de La Rioja al sudeste.

## Población
Cuenta con 309 habitantes (Indec, 2001) lo que representa un descenso del 10,95% frente a los 347 habitantes (Indec, 1991) del censo anterior.

## Sismicidad
La sismicidad de la región de Catamarca es frecuente y de intensidad baja, y un silencio sísmico de terremotos medios a graves cada 30 años en áreas aleatorias. Sus últimas expresiones se produjeron:
- 21 de octubre de 1966 (58 años), a las 12.39 UTC-3 con 5,0 Richter; como en toda localidad sísmica, aún con un silencio sísmico corto, se olvida la historia de otros movimientos sísmicos regionales
- 3 de noviembre de 1973 (51 años), a las 14.17 UTC-3 con 5,8 Richter: además de la gravedad física del fenómeno se unió el olvido de la población a estos eventos recurrentes
- 7 de septiembre de 2004 (20 años), a las 8.53 UTC-3, con una magnitud aproximadamente de 6,5 en la escala de Richter (terremoto de Catamarca de 2004)[1]

## Economía
En 2024, la empresa MSU Argentina desarrolló en San Martín un parque solar fotovoltaico de 300MW.